# Turdus
Turdus Linnaeus, 1758 je rod ptáků z čeledi drozdovití (Turdidae). Český název je drozd. Rod popsal již v roce 1758 Carl Linné.

## Druhy
- Turdus abyssinicus (Gmelin, 1789) – drozd etiopský
- Turdus albicollis Vieillot, 1818 – drozd bělohrdlý
- Turdus albocinctus Royle, 1840 – drozd bělokrký
- Turdus amaurochalinus Cabanis, 1850 – drozd krémovobřichý
- Turdus anthracinus Burmeister, 1858
- Turdus ardosiaceus Vieillot, 1822
- Turdus arthuri (C. Chubb, 1914)
- Turdus assimilis Cabanis, 1850 – drozd náhorní
- Turdus atrogularis Jarocki, 1819 – drozd černohrdlý
- Turdus aurantius J. F. Gmelin, 1789 – drozd bělobradý
- Turdus bewsheri E. Newton, 1877 – drozd komorský
- Turdus boulboul (Latham, 1790) – kos šedokřídlý
- Turdus cardis Temminck, 1831 – drozd japonský
- Turdus celaenops Stejneger, 1887 – drozd izuský
- Turdus chiguanco d'Orbigny & Lafresnaye, 1837 – drozd jihoamerický
- Turdus chrysolaus Temminck, 1831 – drozd červenozobý
- Turdus confinis S. F. Baird, 1864
- Turdus daguae Berlepsch, 1897 – drozd kolumbijský
- Turdus debilis Hellmayr, 1902
- Turdus dissimilis Blyth, 1847 – drozd černoprsý
- Turdus eremita (Gould, 1855) – drozd tristanský
- Turdus falcklandii Quoy & Gaimard, 1824 – drozd falklandský
- Turdus feae (Salvadori, 1887) – drozd severočínský
- Turdus flavipes Vieillot, 1818 – drozd žlutonohý
- Turdus fulviventris P. L. Sclater, 1858 – drozd oranžovobřichý
- Turdus fumigatus M. H. C. Lichtenstein, 1823 – drozd skvrnitý
- Turdus fuscater d'Orbigny & Lafresnaye, 1837 – drozd velký
- Turdus grayi Bonaparte, 1838 – drozd hnědý
- Turdus haplochrous Todd, 1931 – drozd bolivijský
- Turdus hauxwelli Lawrence, 1869 – drozd nížinný
- Turdus helleri (Mearns, 1913) – drozd keňský
- Turdus hortulorum P. L. Sclater, 1863 – drozd východní
- Turdus ignobilis P. L. Sclater, 1858 – drozd černozobý
- Turdus iliacus Linnaeus, 1758 – drozd cvrčala
- Turdus infuscatus (Lafresnaye, 1844) – drozd černý
- Turdus jamaicensis J. F. Gmelin, 1789 – drozd jamajský
- Turdus kessleri Przewalski, 1876 – drozd západočínský
- Turdus lawrencii Coues, 1880 – drozd bělobřichý
- Turdus leucomelas Vieillot, 1818 – drozd bledoprsý
- Turdus leucops Taczanowski, 1877 – drozd světleoký
- Turdus lherminieri Lafresnaye, 1844 – drozd pralesní
- Turdus libonyana (A. Smith, 1836) – drozd rudozobý
- Turdus ludoviciae (E. L. Phillips, 1895) – drozd somálský
- Turdus maculirostris Berlepsch & Taczanowski, 1883 – drozd ekvádorský
- Turdus maranonicus Taczanowski, 1880 – drozd peruánský
- Turdus maximus (Seebohm, 1881) – drozd tibetský
- Turdus menachensis Ogilvie-Grant, 1913 – drozd jemenský
- Turdus merula Linnaeus, 1758 – kos černý
- Turdus migratorius Linnaeus, 1766 – drozd stěhovavý
- Turdus naumanni Temminck, 1820 – drozd rezavý
- Turdus nigrescens Cabanis, 1861 – drozd sazový
- Turdus nigriceps Cabanis, 1874 – drozd andský
- Turdus niveiceps (Hellmayr, 1919)
- Turdus nudigenis Lafresnaye, 1848 – drozd olivovohnědý
- Turdus obscurus J. F. Gmelin, 1789 – drozd bělobrvý (= drozd plavý)
- Turdus obsoletus Lawrence, 1862 – drozd světlebřichý
- Turdus olivaceofuscus Hartlaub, 1852 – drozd ostrovní
- Turdus olivaceus Linnaeus, 1766 – drozd olivový
- Turdus olivater (Lafresnaye, 1848) – drozd černokápý
- Turdus pallidus J. F. Gmelin, 1789 – drozd bledý
- Turdus pelios Bonaparte, 1850 – drozd africký
- Turdus philomelos C. L. Brehm, 1831 – drozd zpěvný
- Turdus pilaris Linnaeus, 1758 – drozd kvíčala
- Turdus plebejus Cabanis, 1861 – drozd středoamerický
- Turdus plumbeus Linnaeus, 1758 – drozd rudonohý
- Turdus poliocephalus Latham, 1802 – drozd indopacifický
- Turdus ravidus (Cory, 1886) – drozd šedý
- Turdus reevei Lawrence, 1869 – drozd šedopláštíkový
- Turdus roehli Reichenow, 1905
- Turdus rubripes Temminck, 1826
- Turdus rubrocanus J. E. Gray & G. R. Gray, 1847 – drozd šedohlavý
- Turdus ruficollis Pallas, 1776 – drozd rudohrdlý (= drozd proměnlivý)
- Turdus rufitorques Hartlaub, 1844 – drozd nádherný
- Turdus rufiventris Vieillot, 1818 – drozd rezavobřichý
- Turdus rufopalliatus Lafresnaye, 1840 – drozd rezavohřbetý
- Turdus sanchezorum O'Neill, Lane & Naka, 2011
- Turdus serranus Tschudi, 1844 – drozd sametový
- Turdus simillimus Jerdon, 1839
- Turdus smithi Bonaparte, 1850
- Turdus subalaris (Seebohm, 1887) – drozd goiaský
- Turdus swalesi (Wetmore, 1927) – drozd haitský
- Turdus tephronotus Cabanis, 1878 – drozd brýlový
- Turdus torquatus Linnaeus, 1758 – kos horský
- Turdus ulietensis Latham, 1789 – drozd ulietský
- Turdus unicolor Tickell, 1833 – drozd severoindický
- Turdus viscivorus Linnaeus, 1758 – drozd brávník
- Turdus xanthorhynchus Salvadori, 1901